# Friedrich von Hermann
Friedrich Benedikt Wilhelm von Hermann (ur. 5 grudnia 1795 w Dinkelsbühl, zm. 23 listopada 1868 w Monachium) – niemiecki ekonomista i statystyk, profesor Uniwersytetu Ludwika i Maksymiliana w Monachium. Poseł do Parlamentu Franfurckiego powołanego w konsekwencji Wiosny Ludów 18 maja 1848 we Frankfurcie nad Menem.
W 1827 roku został profesorem w Szkole Politechnicznej w Monachium, a następnie profesorem nadzwyczajnym, a w 1833 profesorem zwyczajnym na Uniwersytecie w Monachium. W 1861  odznaczony Pour le Mérite za Naukę i Sztukę

## Ważniejsze prace
- Staatswirthschaftliche Untersuchungen (ang. tłum. Investigations in Political Economy)